# Distretto di Sirdaryo
Il distretto di Sirdaryo (usbeco Sirdaryo tumani) è uno degli 8 distretti della Regione di Sirdaryo, in Uzbekistan. Il capoluogo è Sirdaryo.